# 2.43: Seiin High School Boys Volleyball Team
2.43: Seiin High School Boys Volleyball Team (2.43 清陰高校男子バレー部, Nī ten yonsan: Seiin kōkō danshi Barē-bu) est une série de light novel sur le thème du volleyball écrite par Yukako Kabei et illustrée par Aiji Yamakawa. La maison d'édition Shūeisha a publié les light novel dans sa collection Shūeisha Bunko. La série est composée de cinq volumes repartis en trois saisons publiée depuis le 20 mars 2015.
Une adaptation du light novel en manga illustrée par Yamakawa est publiée dans le magazine de josei manga de la Shūeisha, Cocohana depuis juillet 2018.
Une adaptation en une série télévisée d'animation réalisée par le studio David Production est diffusée du 8 janvier 2021 au 26 mars 2021 sur la case horaire NoitaminA.
«2.43» fait référence à la hauteur du filet pour le volleyball masculin qui est de 2,43 m.

## Synopsis
Haijima Kimichiko était un passeur de talent au sein d’un collège réputé de Tokyo. Mais de profonds différends avec son équipe l’obligent à rejoindre la ville de sa mère, au sein de Fukui, là où il avait passé son enfance. Il y retrouve alors un vieil ami, Kuroba Yuni. Kuroba, doté d’incroyables capacités physiques, mais peu résistant au stress, et Haijima, dont la passion dévorante est source de conflits, vont devenir le pivot de l’équipe de volley de leur collège. Mais lors de leur dernier tournoi, le duo se déchire et s’évite jusqu’à leur entrée au sein du lycée de Seiin. Mais de nouveaux visages sont prêts à les accueillir dans une nouvelle équipe : Oda, l’impulsif capitaine d’1 m 63, Aoki, son rusé acolyte d’1 m 93, ainsi que Kanno, élève de première allergique au soleil, habitué des manches longues. Haijima et Kuroba se sentent à nouveau prêts à s’attaquer aux nationales, mais pourtant… Novembre. Il reste une dernière chance à leur équipe afin d’espérer se hisser à un niveau national : le tournoi de printemps d’inter-lycée. Avec Kuroba, fort de ses capacités, et Haijima, passeur de génie, le club de volley de Seiin peut à nouveau rêver à la victoire. Mais de Fukui, une seule équipe peut espérer atteindre le tournoi. S’ils veulent se rendre à Tokyo, il leur faudra d’abord gagner contre le lycée professionnel de Fukuho, dont le meneur Subaru Mimaru est un des plus redoutables attaquants de la préfecture… Fukuho et Seiin vont enfin s’affronter afin de gagner leur ticket pour le tournoi de printemps !

## Personnages
Yuni Kuroba (黒羽祐仁, Kuroba Yuni)
Voix japonaise : Junya Enoki
Kimichika Haijima (灰島公誓, Haijima Kimichika)
Voix japonaise : Kensho Ono (en)
Misao Aoki (青木 操, Aoki Misao)
Voix japonaise : Yūichirō Umehara
Shin'ichirô Oda (小田伸一郎, Oda Shinichiro)
Voix japonaise : Kento Itō
Akito Kanno (棺野秋人, Kanno Akito)
Voix japonaise : Shouta Aoi
Yûsuke Ôkuma (大隈優介, Okuma Yusuke)
Voix japonaise : Subaru Kimura (en)
Mimura Subaru (三村統, Subaru Mimura)
Voix japonaise : Kaito Ishikawa
Mitsuomi Ochi (越智光臣, Ochi Mitsuomi)
Voix japonaise : Kōhei Amasaki
Naoyasu Uchimura (内村直泰, Uchimura Naoyasu)
Voix japonaise : Gakuto Kajiwara (en)
Kazuma Hokao (外尾一馬, Hakao Kazuma)
Voix japonaise : Yuu Wakabayashi
Tomoki Kakegawa (掛川智紀, Kakegawa Tomoki)
Voix japonaise : Shun Horie (en)
Kohei Tokura (戸倉工兵, Tokura Kōhei)
Voix japonaise : Genki Okawa (en)
Issei Asamatsu (朝松壱成, Asamatsu Issei)
Voix japonaise : Kaito Takeda
Keita Yanome (矢野目慶太, Yanome Keita)
Voix japonaise : Sho Nogami
Yūhi Sawatari (猿渡勇飛, Sawatari Yūhi)
Voix japonaise : Kento Shiraishi
Ryūdai Jinno (神野龍大, Jinno Ryūdai)
Voix japonaise : Takuya Eguchi
Jungo Takasugi (高杉潤五, Takasugi Jungo)
Voix japonaise : Kenjirō Abegawa

## Light novel
La Shūeisha a publié le light novel dans sa collection Shūeisha Bunko. La série est composée de cinq volumes repartis en trois saisons, publiée depuis mars 2015.

### Liste des volumes
| no | Japonais          | Japonais          |
| no | Date de sortie    | ISBN              |
| -- | ----------------- | ----------------- |
| 1  | 20 mars 2015      | 978-4-08-745292-1 |
| 2  | 17 avril 2015     | 978-4-08-745306-5 |
| 3  | 17 novembre 2017  | 978-4-08-745660-8 |
| 4  | 14 décembre 2017  | 978-4-08-745676-9 |
| 5  | 26 septembre 2018 | 978-4-08-771158-5 |

## Manga
Une adaptation du light novel en manga illustrée par Yamakawa est publiée dans le magazine de manga josei de la Shūeisha, Cocohana  depuis juillet 2018.

## Anime
Une adaptation en une série télévisée d'animation a été annoncée via Twitter le 1er novembre 2019.  La série est animée par le studio David Production et réalisée par Yasuhiro Kimura, avec Yōsuke Kuroda en tant que scénariste. Yūichi Takahashi s'occupant du design des personnages et Yugo Kanno composant la musique de la série.
La série est diffusée du 8 janvier 2021 au 26 mars 2021 sur la case horaire NoitaminA de Fuji Tv et sur d'autre chaine japonaise,.
Le générique d'ouverture est Mahi (麻痺) interprétée par yama, et le générique de fin est Undulation interprétée par Sōshi Sakiyama (崎山 蒼志, Sakiyama Sōshi).
Funimation possède les droits de la série et la diffuse sur sa plateforme en Amérique du Nord et dans les îles britanniques, en Europe via Wakanim, et en Australie et en Nouvelle-Zélande via AnimeLab. La série est aussi disponible en France sur Crunchyroll.

### Liste des épisodes
| No | Titre français                          | Titre japonais             | Titre japonais                 | Date de 1re diffusion |
| No | Titre français                          | Kanji                      | Rōmaji                         | Date de 1re diffusion |
| -- | --------------------------------------- | -------------------------- | ------------------------------ | --------------------- |
| 1  | Les jeunes Yuni et Chika                | 少年ユニチカ               | Shōnen Yuni Chika              | 8 janvier 2021        |
| 2  | Le meilleur et pire des meneurs         | 最高で最低のプレイメイカー | Saikō de saitei no pureimeikā  | 15 janvier 2021       |
| 3  | Regard de chien, regard de girafe       | 犬の目線とキリンの目線     | Inu no mesen to kirin no mesen | 22 janvier 2021       |
| 4  | Plus haut, plus rapide, plus fort       | 高く、はやく、強く         | Takaku, hayaku, tsuyoku        | 29 janvier 2021       |
| 5  | Stand by me                             | スタンド・バイ・ミー       | Sutando bai mī                 | 5 février 2021        |
| 6  | Le roi rieur et le valet larmoyant      | 笑うキングと泣き虫ジャック | Warau kingu to nakimushi jakku | 12 février 2021       |
| 7  | Le héros régnant sur le terrain         | コートを統べるヒーロー     | Kōto o suberu hīrō             | 19 février 2021       |
| 8  | Yuni et Chika, de retour sur le terrain | ユニチカ包囲網             | Yuni Chika hōimō               | 26 février 2021       |
| 9  | Les favoris et les outsiders            | 常勝とダークホース         | Jōshō to dāku hōsu             | 5 mars 2021           |
| 10 | Le héros et le génie                    | 英雄と天才１               | Eiyū to tensai ichi            | 12 mars 2021          |
| 11 | Le héros et le génie 2                  | 英雄と天才２               | Eiyū to tensai ni              | 19 mars 2021          |
| 12 | La piste d'atterissage                  | 滑走路                     | Kassōro                        | 26 mars 2021          |